# 茨維靈湖

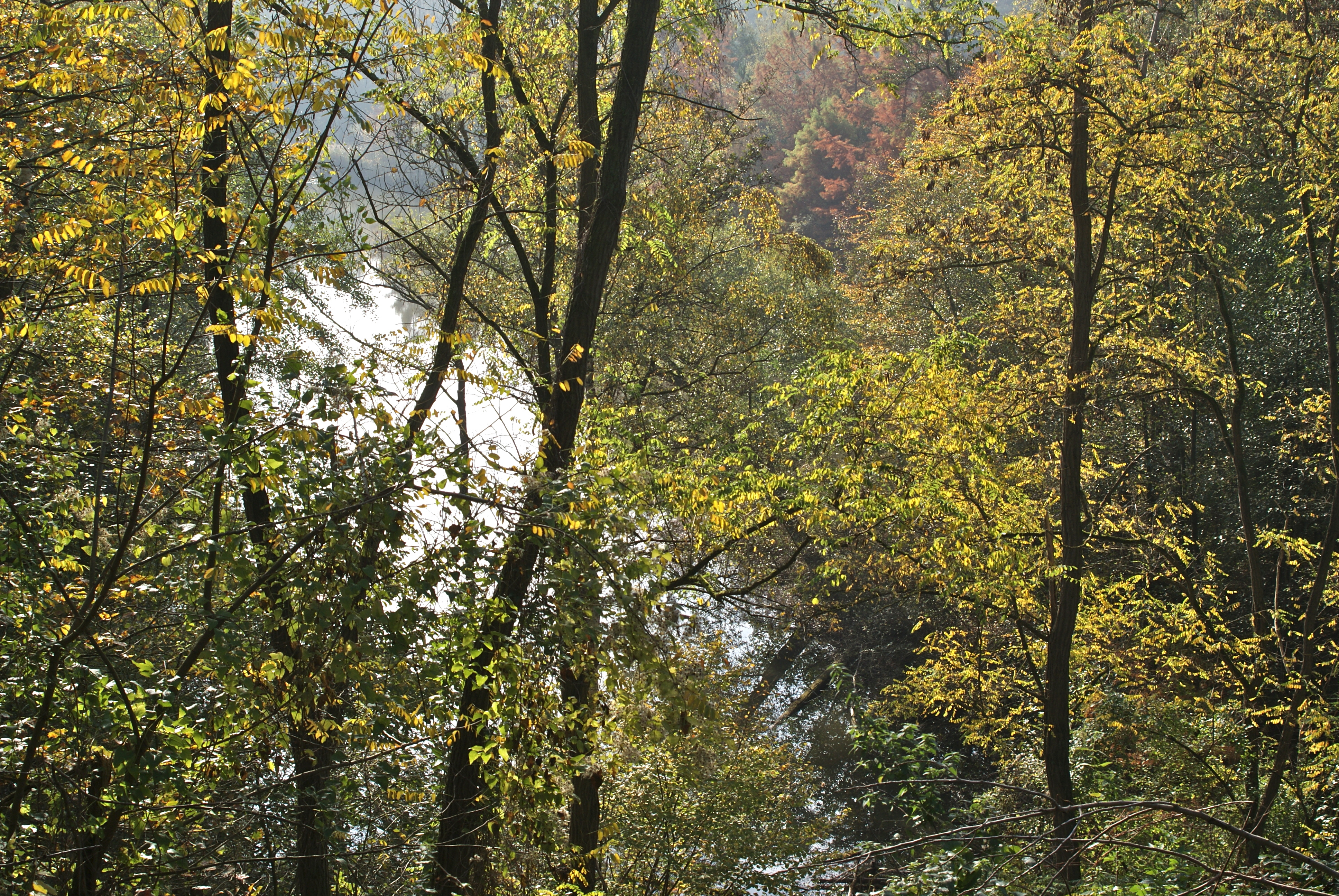

50°48′04″N 6°51′14″E / 50.801°N 6.854°E
茨維靈湖（德語：Zwillingssee），是德國的湖泊，位於該國西部，由北萊茵-威斯特法倫州負責管轄，處於萊茵-埃爾夫特縣，長0.2公里、寬0.1公里，面積0.015平方公里，海拔高度121米，平均水深1.6米，最大水深3.7米，水體容量2.4萬立方米。